# Desmatus
Desmatus là một chi bọ cánh cứng trong họ 
Elateridae.
Chi này được miêu tả khoa học năm 1975 bởi Dolin.

## Các loài
Các loài trong chi này gồm:
- Desmatus affinis Dolin, 1975
- Desmatus beckeri Dolin, 1975
- Desmatus lapidarius Dolin, 1975
- Desmatus protensus Dolin in Dolin, Panfilov, Ponomarenko & Pritykina, 1980